# خانم اشتباهی
خانم اشتباهی (انگلیسی: The Wrong Missy) یک فیلم کمدی رمانتیک آمریکایی محصول سال ۲۰۲۰ به کارگردانی تایلر اسپندل با بازی دیوید اسپید، لورن لپکس، نیک اسواردسون، جف پیرسون و سارا چالک است.
این فیلم در ۱۳ می ۲۰۲۰ در نتفلیکس منتشر شد. در ژوئیه ۲۰۲۰، نتفلیکس فاش کرد که این فیلم در چهار هفته اول اکران توسط ۵۹ میلیون خانواده تماشا شده‌است که یکی از پربیننده‌ترین فیلم‌ها برای یکی از فیلم‌های اصلی آنها بوده‌است.

## داستان
مردی بنام تیم یک دعوت نامه برای زن مورد علاقه خود می‌فرستد اما طولی نمی‌کشید که متوجه می‌شود نامه اشتباه برای یک خانم دیگر رفته‌است و…

## پاسخ انتقادی
این فیلم در متاکریتیک، فیلم میانگین وزنی دارد. امتیاز ۳۳ از ۱۰۰ بر اساس رای ۱۲ منتقد، نشان‌دهنده «بررسی‌ها عموماً نامطلوب» است.